# Comtats d'Irlanda

Escut d'Irlanda

Mapa amb els 32 comtats d'Irlanda

Els Comtats d'Irlanda (gaèlic irlandès: Contaetha na hÉireann) són una creació administrativa del Govern britànic del segle xix, però basada en les estructures històriques normandes subjacents. Irlanda està dividida en 32 comtats. Actualment també s'utilitzen àmpliament en el camp esportiu, especialment per la GAA i el futbol gaèlic.
Després de la guerra angloirlandesa, la partició d'Irlanda el govern britànic va decidir que els 6 comtats amb majoria protestant  formessin Irlanda del Nord i els 26 de majoria catòlica Irlanda. Convé assenyalar que les ciutats de Cork, Dublín, Galway, Limerick i Waterford són independents del seu comtat i que a més, el comtat de Tipperary està dividit en 2 entitats administratives diferents, Tipperary del Nord i Tipperary del Sud. Apart de que al nord d'Irlanda ja no s'usen per a funcions administratives ni electorals.
La divisió administrativa del país al llarg de les línies dels comtats tradicionals també va ser adoptada per les organitzacions no governamentals i culturals, com la Lliga Gaèlica i l'Associació Atlètica Gaèlica, que segueix organitzant les seves activitats en gran part sobre aquesta base que atrauen un fort suport, especialment en el camp d'esports. La definició del que defineix a un comtat a Irlanda es difumina per l'acció cada vegada més gran del comtat administratiu.
Els comtats prenen l'educació del sistema de la Comissió de Formació Professional, seguint el model tradicional de les comarques, excepte al comtat de Tipperary i les ciutats dividides.
Molts dels vint comtats de la República d'Irlanda, però, tenen les seves facultats administratives en el seu territori, encara que alguns han perdut la seva entitat geogràfica, com el comtat de Tipperary, el qual va ser dividit en Nord i Tipperary del Sud, o County Dublin dividit en 3 districtes (Dun Laoghaire-Rathdown, Fingal i sud de Dublín).

## Llista
| Armes Arms  | Comtat tradicional | Nom irlandès                            | Noms antics                                | County town (capital)                          | Província | Jurisdicció         | Districtes (NI) / administrative divisions (RoI)                                             | Localització |
| ----------- | ------------------ | --------------------------------------- | ------------------------------------------ | ---------------------------------------------- | --------- | ------------------- | -------------------------------------------------------------------------------------------- | ------------ |
| Aontroim    | Antrim             | Aontroim (Contae Aontroma)              |                                            | Aontroim                                       | Ulster    | Irlanda del Nord    | Aontroim, Ballymena, Ballymoney, Belfast, Carrickfergus, Larne, Lisburn, Moyle, Newtownabbey | Aontroim     |
| Armagh      | Armagh             | Ard Mhacha (Contae Ard Mhacha)          | Ardmagh                                    | Armagh                                         | Ulster    | Irlanda del Nord    | Armagh, Craigavon, Newry and Mourne.                                                         | Armagh       |
| Carlow      | Carlow             | Ceatharlach (Contae Cheatharlach)       | Caherlagh Caterlagh Catherlagh             | Carlow                                         | Leinster  | República d'Irlanda |                                                                                              | Carlow       |
| Cavan       | Cavan              | An Cabhán (Contae an Chabháin)          |                                            | Cavan                                          | Ulster    | República d'Irlanda |                                                                                              | Cavan        |
| Clare       | Clare              | An Clár (Contae an Chláir)              | (vegeu Thomond)                            | Ennis                                          | Munster   | República d'Irlanda |                                                                                              | Clare        |
|             | Cork               | Corcaigh (Contae Chorcaí)               | (vegeu Desmond)                            | Cork                                           | Munster   | República d'Irlanda | Cork                                                                                         | Cork         |
| Donegal     | Donegal            | Dún na nGall (Contae Dhún na nGall)     | Dunnagall Tyrconnell Tirconnell Tirconaill | Lifford                                        | Ulster    | República d'Irlanda |                                                                                              | Donegal      |
| Down        | Down               | An Dún (Contae an Dúin)                 | Downshire                                  | Downpatrick                                    | Ulster    | Irlanda del Nord    | Ards, Banbridge, Castlereagh, Craigavon, Down, Lisburn, Newry and Mourne, North Down         | Down         |
| Dublín      | Dublín             | Áth Cliath (Contae Átha Cliath)         |                                            | Dublín                                         | Leinster  | República d'Irlanda | Dublín, Dun Laoghaire-Rathdown, Fingal, South Dublin                                         | Dublín       |
| Fermanagh   | Fermanagh          | Fear Manach (Contae Fhear Manach)       |                                            | Enniskillen                                    | Ulster    | Irlanda del Nord    | Fermanagh                                                                                    | Fermanagh    |
| Galway      | Galway             | Gaillimh (Contae na Gaillimhe)          | Gallive                                    | Galway                                         | Connacht  | República d'Irlanda | Galway                                                                                       | Galway       |
| Kerry       | Kerry              | Ciarraí (Contae Chiarraí)               | (vegeu Desmond)                            | Tralee                                         | Munster   | República d'Irlanda |                                                                                              | Kerry        |
|             | Kildare            | Cill Dara (Contae Chill Dara)           |                                            | Naas                                           | Leinster  | República d'Irlanda |                                                                                              | Kildare      |
| Kilkenny    | Kilkenny           | Cill Chainnigh (Contae Chill Chainnigh) |                                            | Kilkenny                                       | Leinster  | República d'Irlanda |                                                                                              | Kilkenny     |
| Laois       | Laois              | Laois (Contae Laoise)                   | Queen's County                             | Portlaoise                                     | Leinster  | República d'Irlanda |                                                                                              | Laois        |
| Leitrim     | Leitrim            | Liatroim (Contae Liatroma)              |                                            | Carrick-on-Shannon                             | Connacht  | República d'Irlanda |                                                                                              | Leitrim      |
|             | Limerick           | Luimneach (Contae Luimnigh)             | Limnigh/Limnagh Lumnigh/Lumnagh            | Limerick                                       | Munster   | República d'Irlanda | Limerick                                                                                     | Limerick     |
| Londonderry | Londonderry        | Doire (Contae Dhoire)                   | (vegeu Coleraine)                          | Coleraine                                      | Ulster    | Irlanda del Nord    | Coleraine, Cookstown, Derry, Limavady, Magherafelt                                           | Londonderry  |
| Longford    | Longford           | An Longfort (Contae an Longfoirt)       |                                            | An Longfort                                    | Leinster  | República d'Irlanda |                                                                                              | Longford     |
| Louth       | Louth              | Lú (Contae Lú)                          |                                            | Dundalk                                        | Leinster  | República d'Irlanda |                                                                                              | Louth        |
| Mayo        | Mayo               | Maigh Eo (Contae Mhaigh Eo)             | Maio                                       | Castlebar                                      | Connacht  | República d'Irlanda |                                                                                              | Mayo         |
| Meath       | Meath              | An Mhí (Contae na Mí)                   |                                            | Navan (previously Trim)                        | Leinster  | República d'Irlanda |                                                                                              | Meath        |
|             | Monaghan           | Muineachán (Contae Mhuineacháin)        |                                            | Monaghan                                       | Ulster    | República d'Irlanda |                                                                                              | Monaghan     |
| Offaly      | Offaly             | Uíbh Fhailí (Contae Uíbh Fhailí)        | King's County                              | Tullamore                                      | Leinster  | República d'Irlanda |                                                                                              | Offaly       |
| Roscommon   | Roscommon          | Ros Comáin (Contae Ros Comáin)          | Roscoman                                   | Roscommon                                      | Connacht  | República d'Irlanda |                                                                                              | Roscommon    |
| Sligo       | Sligo              | Sligeach (Contae Shligigh)              | Sligagh                                    | Sligo                                          | Connacht  | República d'Irlanda |                                                                                              | Sligo        |
| Tipperary   | Tipperary          | Tiobraid Árann (Contae Thiobraid Árann) |                                            | Clonmel & Nenagh (previously Cashel & Clonmel) | Munster   | República d'Irlanda | North Tipperary, South Tipperary                                                             | Tipperary    |
| Tyrone      | Tyrone             | Tír Eoghain (Contae Thír Eoghain)       | Tyrowen Tirowen                            | Omagh                                          | Ulster    | Irlanda del Nord    | Cookstown, Dungannon and South Tyrone, Omagh, Strabane                                       | Tyrone       |
| Waterford   | Waterford          | Port Láirge (Contae Phort Láirge)       | Portlarga/Portlarge Portlagh/Portlaw       | Dungarvan (previously Waterford)               | Munster   | República d'Irlanda | Waterford                                                                                    | Waterford    |
|             | Westmeath          | An Iarmhí (Contae na hIarmhí)           |                                            | Mullingar                                      | Leinster  | República d'Irlanda |                                                                                              | Westmeath    |
| Wexford     | Wexford            | Loch Garman (Contae Loch Garman)        | Loughgarman                                | Wexford                                        | Leinster  | República d'Irlanda |                                                                                              | Wexford      |
|             | Wicklow            | Cill Mhantáin (Contae Chill Mhantáin)   | Kilmantan                                  | Wicklow                                        | Leinster  | República d'Irlanda |                                                                                              | Wicklow      |